# 松平純子
松平 純子（まつだいら じゅんこ、本名：坂本久美子、1952年10月7日 - ）は、日本の元女優、歌手。

## 経歴
栃木県塩谷郡塩谷町生まれ。矢板中央高等学校卒業後、京都の演劇塾・長田学舎に入る。修行時代に東映のプロデューサー・俊藤浩滋にスカウトされ、1972年東映入社。引退した藤純子に代わるスターの一人として期待され、1975年まで東映の映画に出演した。しかし栃木訛りを取るよう厳しく言われ、それが気懸りで女優業に違和感があった。小室等や吉田拓郎らフォーク歌手と遊んでいるうち、なまりなんか気にしない人間性剥き出しのフォークの世界に憧れ、小室が所属していたベルウッド・レコードに所属。1974年「女はぐれ鳥」で歌手デビュー。デイリースポーツ1975年5月12日付けの松平のインタビューで、所属事務所は春日プロと書かれていることから、東映はこれ以前に退社したものと見られる。吉田拓郎が松平にほれ込み「両国橋」を提供。自身のラジオ番組『吉田拓郎のオールナイトニッポン』（ニッポン放送）で同曲を紹介すると翌日、松平の自宅にドサッとファンレターが届いた。東映時代のファンからは「あの松平さんが、まさかと思った。でも声を聴いたらそうだった」と、歌をやっていることを知らない人も多かった。これを機に一時、フォーク界のアイドルのようになった。
映画出演は1975年の『爆発! 暴走族』（東映）以降は途絶え、その後はテレビドラマで活躍、結婚して芸能界から引退した。

## 出演作品

### 映画
- 望郷子守唄（1972年、東映）
- 昭和おんな博徒（1972年、東映）
- 極道罷り通る（1972年、東映）
- 博奕打ち外伝（1972年、東映）
- 緋ぢりめん博徒（1972年、東映）
- 仁義なき戦い 広島死闘篇（1973年、東映）
- やくざ対Gメン 囮（1973年、東映）
- まむしの兄弟 二人合わせて30犯（1974年、東映）
- 新幹線大爆破（1975年、東映）
- 爆発! 暴走族（1975年、東映）

この映画で、初ヌードを披露している。

### テレビドラマ
- 隠密剣士（荻島真一版）（1973年、TBS・宣弘社）-　梢
  - 第7話「赤目忍法 蜘蛛しばり」～第13話「天守閣の決闘」
- 水戸黄門（TBS・C.A.L）
  - 第4部 第31話「仇討無用 -日光-」（1973年） - お若
  - 第5部 第12話「討たれに来た男 -京都-」（1974年） - おゆき
- プレイガール（12ch / 東映）第250話「深海の裸女の群れ」（1974年、12ch / 東映） - 大月妙子
- 江戸を斬る 梓右近隠密帳 第18話「大奥に挑む」（1974年、TBS・C.A.L.）
- 唖侍鬼一法眼 第25話（1974年、NTV）
- 特別機動捜査隊 第674話「女はぐれ鳥」（1974年、NET・東映） - 圭子
- 必殺必中仕事屋稼業 第4話「忍んで勝負」（1975年、ABC / 松竹） - 小紫
- 元禄太平記（1975年、NHK大河ドラマ） - 大典侍局
- 特捜最前線（ANB・東映） - 九条順子
  - 第3話「禁じられた愛の詩」（1977年）
  - 第6話「私の愛の墓標」（1977年）
  - 第10話「母・その愛の標的」（1977年）
  - 第13話「愛・弾丸・哀」（1977年）
  - 第17話「爆破60分前の女」（1977年）
  - 第20話「刑事を愛した女」（1977年）
  - 第23話「女と刑事の子守唄」（1977年）
  - 第26話「娘よ！父の罪を赦せ」（1977年）
  - 第34話「コルト22口径の沈黙」（1977年）
  - 第37話「犯罪都市・25時の慕情」（1977年）
  - 第45話「蒸発・記憶をデッサンする女！」（1978年）
- 事件(秘)お料理法（1977年、関西テレビ・宣弘社）-　婦警・中井玲子
- 大都会　PARTII　第25話「恐怖の診断」（1977年、NTV・石原プロ）
- 華麗なる刑事 第28話「明日のない男」（1977年、CX・東宝）
- 破れ奉行 第18話「炎の女囚狩り」（1977年、テレビ朝日・中村プロ） - お涼

## 音楽活動

### シングルレコード
- 女はぐれ鳥（1974年、キングレコード BS-1849）
- 両国橋（キングレコード BS-1913）- 映画『新幹線大爆破』挿入歌（喫茶店のシーンで流れた）。後年、由紀さおりがカバーしている
- 男坂・女坂（1976年、ポリドール DR-6006）
- ほろ酔い、オランダ坂（1976年10月、ポリドール DR-6054）